# 阿部力也 (競輪選手)
阿部 力也（あべ りきや、1988年3月22日 - ）は、宮城県仙台市出身の競輪選手。旧日本競輪学校（以下、競輪学校）第100期生。師匠は高浜裕一（競輪学校第69期生）。

## 来歴
東北高等学校時代、高体連チームの一員として、片折亮太、中野彰人とともに、2005年の全日本自転車競技選手権大会・チームスプリントで優勝に貢献。日本大学時代には、全日本アマチュア自転車競技選手権大会・スプリントを2008年、2009年と連覇した。
その後、日本大学を中退し、競輪学校に入校。同校卒業記念レース優勝者となった。在校競走成績は第9位（27勝）。
2011年7月18日、いわき平競輪場でデビュー。初勝利は同年同月19日の同場。
2019年9月29日、京都向日町競輪場での開設69周年記念（GIII）にてGIII初優勝。
2025年5月4日、名古屋競輪場での第79回日本選手権競輪にてGI決勝初進出。